# Kent Tønnesen
Kent Robin Tønnesen, más conocido como Kent Tønnesen, (Partille, 5 de junio de 1991) es un jugador de balonmano noruego que juega de lateral derecho en el Paris Saint-Germain de la Liqui Moly Starligue y en la selección de balonmano de Noruega.
Con la selección ha ganado la medalla de plata en el Campeonato Mundial de Balonmano Masculino de 2017.

## Palmarés

### Füchse Berlin
- Mundialito de clubes (1): 2016

### Veszprém
- Copa de Hungría de balonmano (2): 2018, 2021
- Liga húngara de balonmano (1): 2019
- Liga SEHA (2): 2020, 2021

### Pick Szeged
- Liga húngara de balonmano (1): 2022

### Paris Saint-Germain
- Supercopa de Francia (1): 2023
- Liga de Francia de balonmano (1): 2024

## Clubes
- Fjellhammer IL
- Haslum HK ( -2012)
- IK Sävehof (2012-2013)
- HSG Wetzlar (2013-2015)
- Füchse Berlin (2015-2017)
- MKB Veszprém (2017-2021)[5]
- SC Pick Szeged (2021-2023)
- Paris Saint-Germain (2023- )